# Švedski evrokovanci
Švedska trenutno še nima nacionalnih evrokovancev.
Kot del pristopa k Evropski uniji, se je Švedska zavezala sprejeti evro kot svojo valuto. Navkljub vladni podpori, pa mora država še izoblikovati politiko za sprejem evra. Referendum, ki je potekal v letu 2003, je pokazal 56,1 odstotni delež nasprotujočega prebivalstva. Kot posledica temu se je Švedska to leto odločila proti pristopu evroobmočju.
Mediji so leta 2001, ko je Švedska spremenila podobo kovanca za 1 krono, poročali, da gre za pripravo na uvedbo evra. Tako naj bi nekateri kovanci imeli portret kralja, kakor je na novem kovancu za eno krono. Tudi kovanec za 10 kron vsebuje podoben portret. Ti podatki so vzeti iz poročila Riksbanke (državne banke) o možnostih Švedske za uvedbo evra, ki navaja, da naj bi časovni naskok pri menjavi valute zmanjšali z uporabo portreta kralja Karla Gustava XVI., predstavljenega na kovancema za eno in deset kron, kot nacionalno stran švedkih kovancev za 1 in 2 evra.
Večina političnih strank, vključno z vladajočo Zvezo za Švedsko, ki je zmagala na volitvah 2006, ter socialdemokratsko stranko, uvedbo evra pravzaprav odobrava. Zveza za Švedsko je izjavila, da v svojem prvem mandatu ne bodo ponovno izvedli referenduma.
Kot rezultat tega, za razliko od novih držav članic, ki so trenutno izven evroobmočja, Švedska ni izdelala urnika, zato bi krona ostala kot plačilno sredstvo še nedoločen čas. Do takrat, ko bo potrjeno, da bo Švedska uvedla evro, ne bo oblikovana nobena nacionalna stran švedskega evra.
Evropski komisar za ekonomske in monetarne zadeve Joaquin Almunia je 24. oktobra 2006 izjavil, da bi Evropska unija Švedsko teoretično lahko privedla pred sodišče zaradi neuvedbe evra, saj izpolnjuje vse kriterije, vendar takšno dejanje ne bi bilo niti potrebno niti primerno.